# Orde del Temple
L'Orde dels Pobres Cavallers de Crist i del Temple de Salomó (llatí: Pauperes Commilitones Christi Templique Salomonici), també anomenat l’Orde del Temple (Ordre du Temple en francès) en el qual els seus membres són normalment coneguts com a cavallers templers (templiers en francès), va ser un dels més famosos ordes militars cristians de l'edat mitjana. Es va mantenir actiu durant poc menys de dos segles. Va ser fundat el 1118 o 1119 per nou cavallers francesos liderats per Hugues de Payns després de la Primera Croada. El seu propòsit original era protegir les vides dels cristians que peregrinaven a Jerusalem després de la conquesta. L'orde va ser reconegut pel patriarca llatí de Jerusalem, Garmond de Picquigny, qui els va imposar com a regla la dels canonges agustinians del Sant Sepulcre.
Aprovat oficialment per l'Església Catòlica el 1129, durant el Concili de Troyes (celebrat a la catedral de la mateixa ciutat), l'Orde del Temple va créixer ràpidament en membres, possessions i poder. Els cavallers templers utilitzaven com a distintiu una capa blanca on hi havia dibuixada una creu patent vermella. Militarment, els seus membres es trobaven entre les unitats més ben entrenades que participaren en les croades. Els membres no combatents de l'orde van gestionar una complexa estructura econòmica dins del món cristià. Van crear, fins i tot, noves tècniques financeres que constituïen una forma primitiva del banc modern. Alhora, l'orde també va edificar una sèrie de fortificacions per tot el mar Mediterrani i Terra Santa.
L'èxit dels templers es troba estretament vinculat a les croades. La pèrdua de Terra Santa va suposar la desaparició dels suports a l'orde i, a banda d'això, els rumors generats al voltant de la cerimònia secreta d'iniciació dels templers van crear una gran desconfiança. Felip IV de França, fortament endeutat amb l'orde i preocupat pel seu poder, va començar a pressionar el papa Climent V amb l'objectiu que prengués mesures contra els seus membres. El 1307, un gran nombre de templers van ser detinguts, forçats a confessar sota tortura i cremats en la foguera. Finalment, el 1312, Climent V va cedir a les pressions de Felip el Bell i va dissoldre l'orde.

## Fundació i estructura

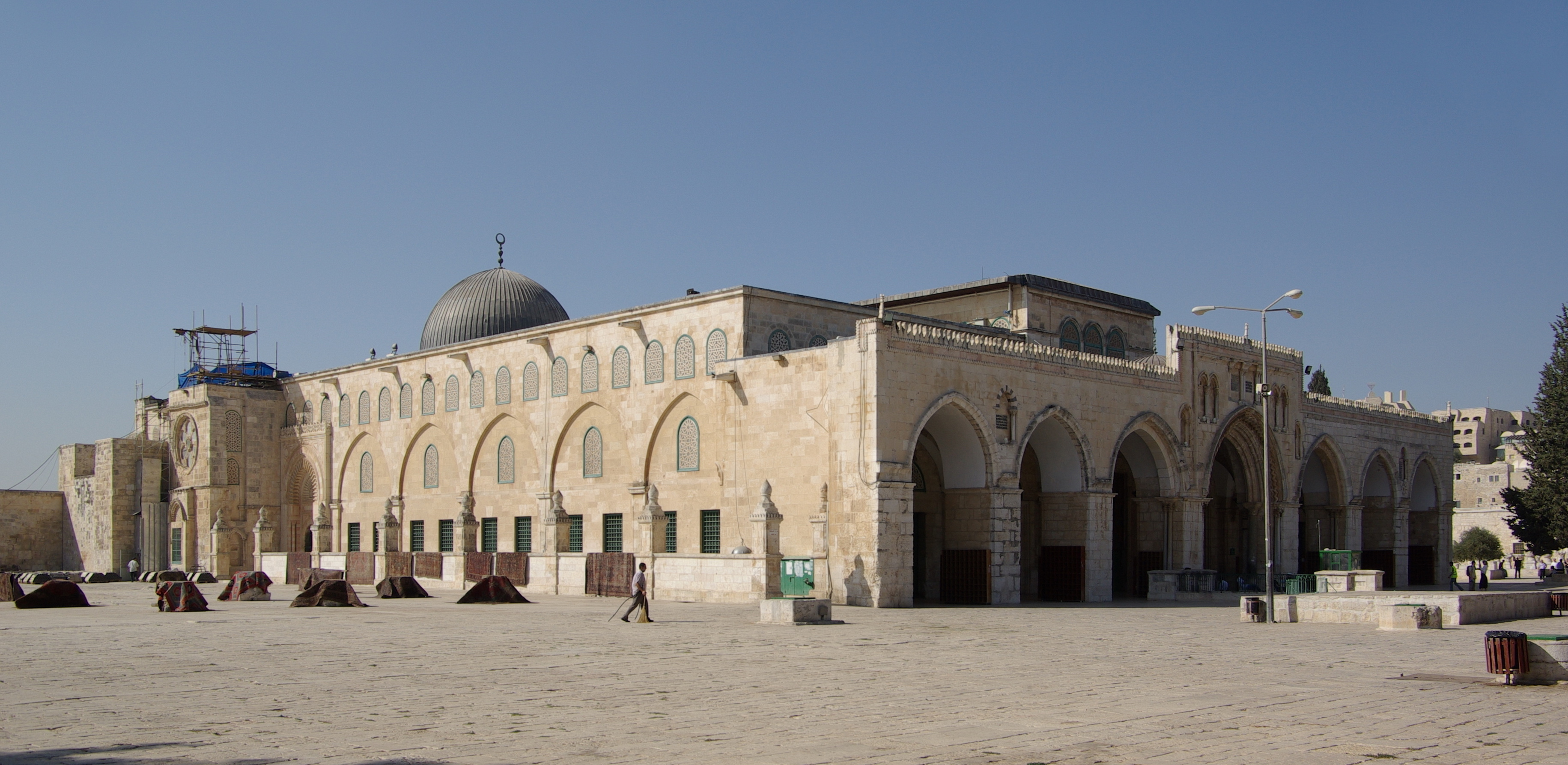
Mesquita d'al-Aqsa, a Jerusalem, primera seu de l'orde

Fortaleses templeres a l'Orient

Va ser fundat a Jerusalem el 1118 (segons Marie Bulst-Thiele), el 1119 (segons la data tradicional) o el 1120 (segons Thierry Leroy) per nou cavallers, amb Hugues de Payens, senyor de Payns, a prop de Troyes i Jofré de Saint-Omer al capdavant. Els altres eren André de Montbard, Archambaud de Saint-Aimand, Payen de Montdidier, Geoffroy Bisson, Hughes Rigaud, Roland i Gondemar.
Aprovada la seva constitució pel patriarca llatí de Jerusalem, Gormond de Picquigny (1119-1128), els va ser atorgada una regla adaptada de la dels canonges agustins del Sant Sepulcre.
Als seus inicis la denominació oficial va ser Orde dels Pobres Soldats de Crist (en llatí, Pauperes Commilitones Christi); més tard van ser coneguts comunament com a cavallers templers o cavallers del Temple de Salomó, denominació sorgida després d'instal·lar-se a l'antic temple de Salomó, cedit pel rei Balduí II de Jerusalem.
El Temple estava format pels:
- Cavallers. Els únics que vestien el mantell blanc. Havien de demostrar ser fills legítims de cavallers i estar sans i sense obligacions familiars. Combatien a cavall, assistits per escuders.
- Sergents. Vestits de negre o marró, havien de ser homes lliures, fills de persones no nobles, sense obligacions familiars i en bon estat de salut. També combatien a cavall, però armats de manera més lleugera. Podien tenir càrrecs importants (almirall, turcopolier) i participaven en la tria de cada nou gran mestre quan un moria.
- Criats i donats, que participaven en els treballs manuals quotidians de les comandes.
- Confrares (també dones) que ajudaven econòmicament l'orde i vivien complint similars obligacions espirituals. S'esperava que, en morir, deixessin els seus béns al Temple i eren sebollits en els seus cementiris.
- Capellans (sovint frares franciscans) que en dirigien la vida espiritual.
- Mercenaris a sou: turcoples.

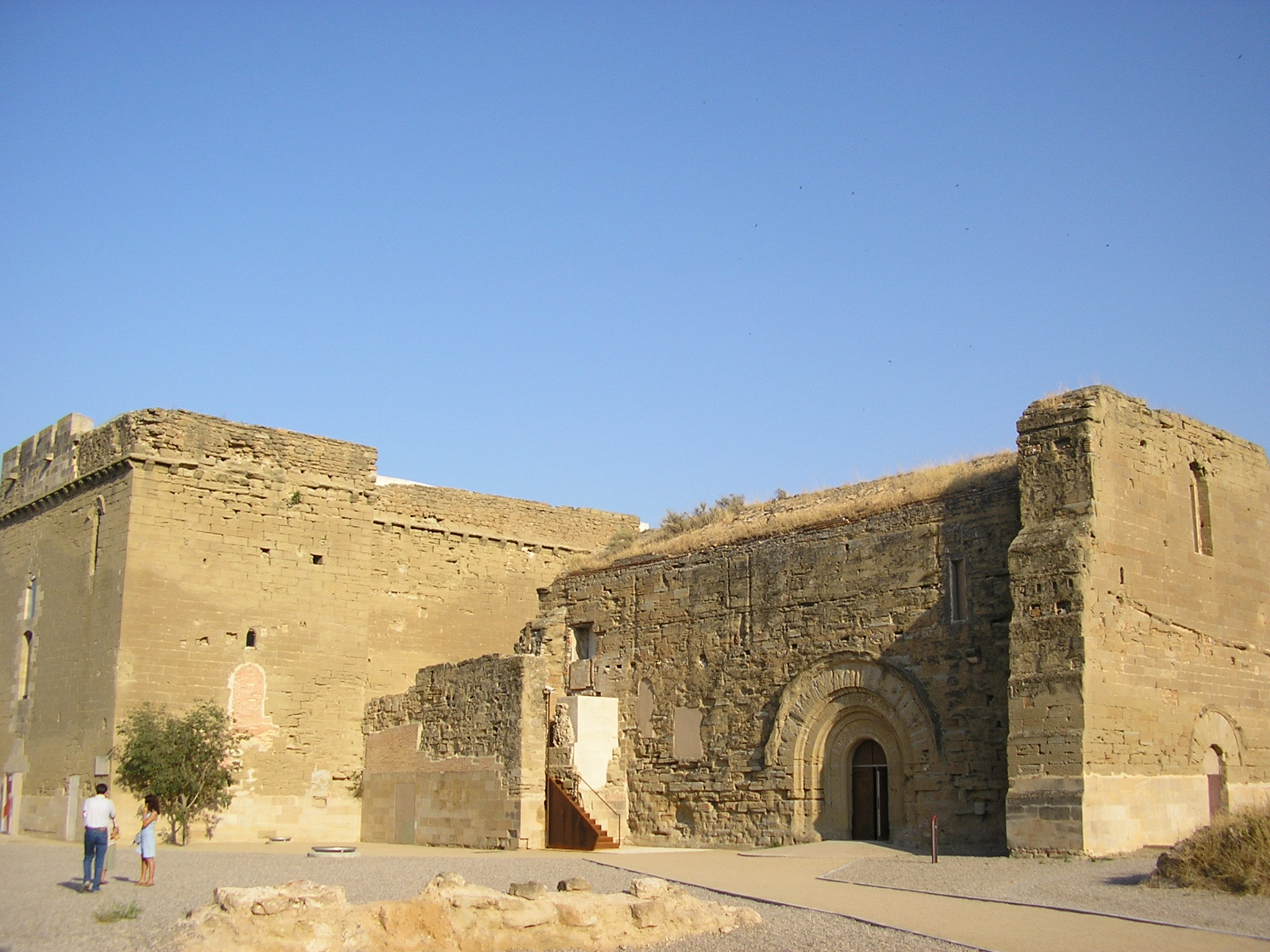
Castell de Gardeny a Lleida

La jerarquia dels templers era formada per:
- Gran Mestre. L'autoritat suprema i càrrec vitalici. Era triat pel Capítol General i, encara que tenia el poder militar i econòmic, havia de consultar el capítol en decisions transcendentals. Quan calia escollir un gran mestre, el senescal triava un gran comanador, aquest un altre, aquests, dos i així fins a dotze electors, vuit cavallers i quatre sergents. No podia fer regals del patrimoni templer.
- Senescal. Era conseller del gran mestre i la segona autoritat de l'orde. Custodiava el segell.
- Mariscal. El cap de les operacions militars. Assistit per un sots-mariscal i per un turcopolier.
- Gonfanoner. Teòricament portava el gonfanó de l'orde (l'estendard «balçà» 'blanc i negre').[6]
- Draper. Encarregat de la logística.
- Comanadors de les diferents províncies: d'ultramar (Jerusalem, que actuava com a tresorer, Antioquia, Trípoli); i d'Aragó, Catalunya i Provença; Pulla, Anglaterra, França, Hongria, Aquitània, Alemanya, Castella, Portugal i Escòcia.

La vida quotidiana dels templers estava marcada per les pregàries, l'entrenament militar i la cura dels cavalls. Estava ordenada per una regla (de la qual s'han conservat diversos exemplars), sense cap mena de secret, tret d'una curiosa discrepància: les versions més antigues prohibeixen que l'orde accepti un excomunicat i les més modernes recomanen el reclutament d'excomunicats, potser com a via d'expiació.
Tenien prohibit cuidar el seu aspecte, jugar a jocs d'atzar o caçar animals per diversió. L'orde no podia donar cap rescat per un cavaller caigut captiu, ni que fos el gran mestre.

## Història
Amb l'ajuda de l'abat sant Bernat de Claravall i el seu escrit De laude novae militiae van redactar la seva regla basada en la de l'Orde de Sant Benet, d'acord amb la seva recent reforma, efectuada pels cistercencs, dels quals van adoptar l'hàbit blanc al qual van afegir la creu vermella; el 1129, al concili de Troyes, l'orde va obtenir l'aprovació papal.
Durant la seva estada inicial a Jerusalem es van dedicar únicament a escortar els pelegrins que acudien als sants llocs, ja que el seu escàs nombre (9) no permetia que realitzessin actuacions de més gran magnitud. No obstant això, el seu nombre va augmentar de manera significativa en ser aprovada llur regla. Aquest va ser l'inici de la gran expansió dels «pauvres chevaliers du temple».

La creu paté vermella.

En deixar-los com a hereus dels seus regnes (juntament amb els hospitalers i monjos del Sant Sepulcre), el rei Alfons el Bataller els va involucrar en la conquesta de la península Ibèrica. Malgrat que els nobles aragonesos ignoressin el testament, el príncep Ramon Berenguer IV (regent del regne en casar-se amb Peronella, la filla de Ramir el Monjo) va arribar a un acord pel qual l'orde rebia grans extensions de terreny als territoris que s'anessin conquerint, juntament amb la custòdia de fortaleses importants.
Ben aviat van rebre o construir a Terra Santa grans fortaleses, com ara Safita, el Castell Pelegrí o la fortalesa del Temple a Sant Joan d'Acre. Van mantenir un exèrcit permanent molt important, que sumat al dels hospitalers i teutons, formava, potser, més d'un terç de les tropes a disposició dels reis de Jerusalem. Butlles papals repetides eximiren l'orde del pagament de cap delme o de dependència dels bisbes.
Els templers van salvar l'exèrcit de Lluís VII de França en la Segona Croada. En un període de trenta anys, tres grans mestres van caure presos dels musulmans: Bertrand de Blanchefort (1157), Eudes de Saint-Amand i Gerard de Ridefort (1187).
Custodiaven en combats especialment transcendentals la relíquia més preuada de la cristiandat, la Veracreu, que a la batalla de Hattin (1187) van perdre a mans de les tropes de Saladí i mai més no va ser recuperada. En el segle xiv, les ambaixades de Jaume el Just encara la demanaven inútilment al soldà An-Nàssir Muhàmmad ibn Qalàwun.
Van participar activament, però sense èxit, en la defensa de la ciutat de Sant Joan d'Acre, la nova capital del disminuït Regne de Jerusalem, el 1291 davant de l'ofensiva del soldà Al-Àixraf Khalil. La ciutat va caure, i el gran mestre Guillem de Beaujeu va morir-hi.

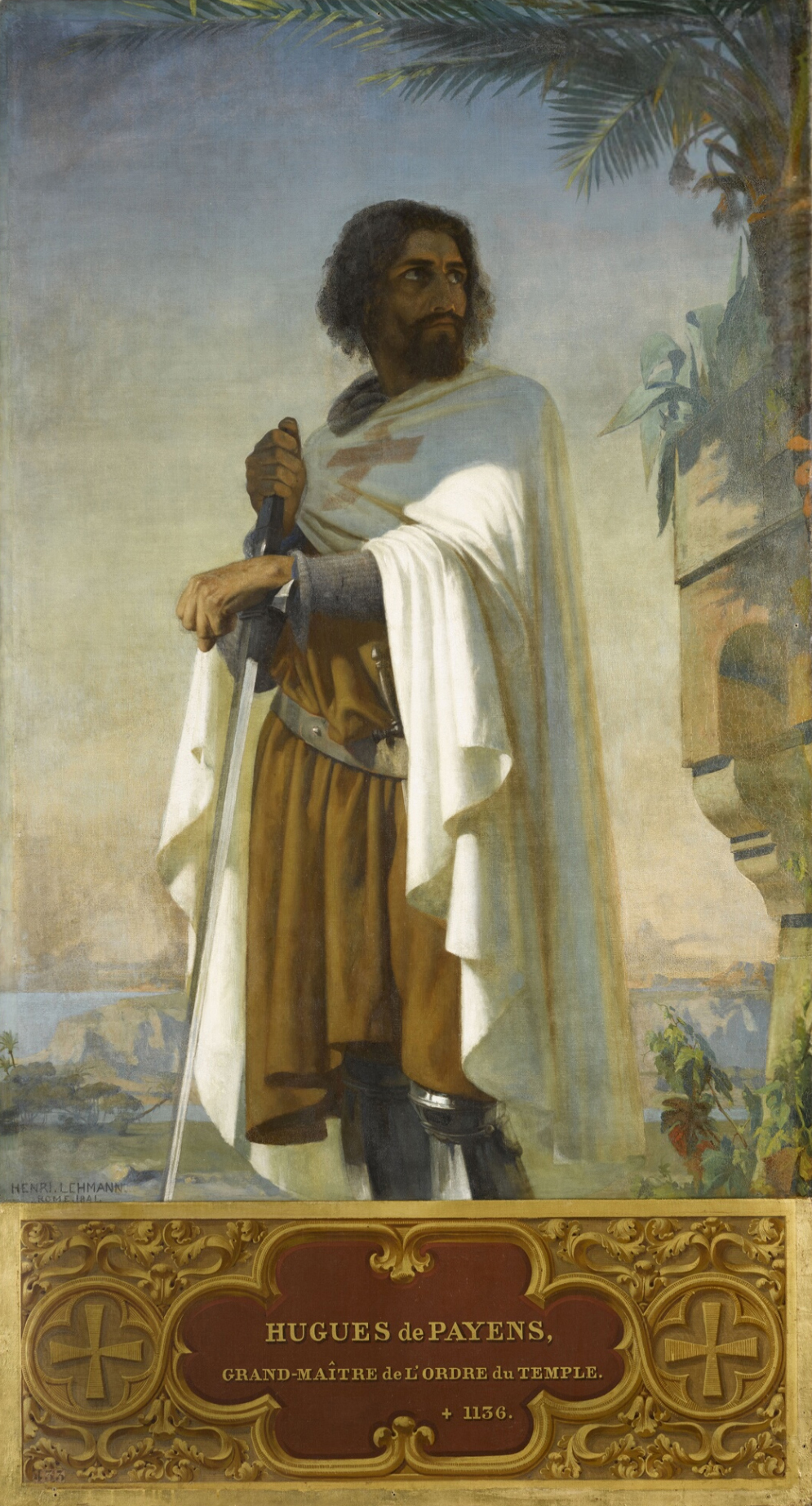
Hugues de Payens en una representació idealitzada del (Palau de Versalles)

Els templers van haver d'abandonar llavors el seu darrer gran reducte, el Castell Pelegrí (agost del 1291), mancats de tropes per defensar-lo, i replegar-se a Xipre, on la dinastia dels Lusignan els va veure com a potencial amenaça.
Els anys 1299 - 1302 l'Orde del Temple va intentar la reconquesta de Terra Santa a través d'una aliança militar amb el rei dels armenis, Hethum II i el kan dels tàtars, Ghazan, fent servir com a cap de pont la petita illa de Ruad, a pocs quilòmetres de la ciutat de Tortosa de Síria. Aquestes esperances van desaparèixer amb la caiguda de Ruad en mans de Said al-Dihn Zarrak, emir del soldà mameluc An-Nàssir Muhàmmad ibn Qalàwun. En aquella derrota, la darrera batalla dels templers a Palestina, van caure mil templers, entre cavallers, sergents i turcoples. El cap supervivent (car en combat van deixar la vida els mariscals Barthlemy de Quincy i Hug d'Empúries), fra Dalmau de Rocabertí va ser rescatat després de diverses ambaixades (les més intenses les d'Eymeric d'Usall durant 1303 - 1304 i 1305 - 1306), quan ja s'havia eliminat l'Orde del Temple.
La darrera maniobra del Temple per recuperar poder polític va ser la conspiració contra el rei Enric II de Xipre per posar en el seu lloc el seu germà, Amalric de Lusignan, que va retardar la desaparició del Temple a Xipre fins al 1310.
A part del poder militar, van desenvolupar un eficient sistema bancari, de manera que van esdevenir els banquers de gran part d'Europa i dels seus reis, amb un nou sistema de crèdits i garanties. Aquestes garanties serien el que avui coneixem com a xecs de viatge, ja que consistien en un document d'autorització escrit i segellat pel qual l'autoritzat podia percebre la quantitat especificada en qualsevol castell templer; es van crear amb el propòsit inicial de salvaguardar els pelegrins a Terra Santa dels saquejadors.
Felip IV de França, el Bell, davant dels deutes que havia adquirit amb ells i l'enveja pel poder que manejaven, va convèncer el papa Climent V que iniciés un procés contra els templers, acusant-los de sacrilegi a la creu, heretgia, sodomia i adoració d'ídols pagans (se'ls va acusar d'escopir sobre la creu, renegar de Crist mitjançant la pràctica de ritus herètics i de tenir contacte homosexual, entre d'altres delictes).

### Història per territoris

#### A Aragó i Catalunya
L'orde comença la seva implantació a la zona oriental de la península Ibèrica en la dècada del 1130. El 1131, el comte de Barcelona, Ramon Berenguer III demana entrar a l'orde. El 1134, el testament d'Alfons el Bataller cedeix el seu regne als templers, juntament amb altres ordes, com els hospitalers o el del Sant Sepulcre. Aquest testament fou revocat, i els nobles aragonesos, disconformes, lliuraren la corona a Ramir II d'Aragó, encara que amb moltes concessions als ordes perquè hi renunciessin, tant de terres com de drets comercials.
Ramon Berenguer IV arribà a un acord amb els templers perquè col·laboressin en la reconquesta: la Concòrdia de Girona, el 1143. Amb ella reberen els castells de Montsó, Mongay, Xalamera, Barberà, Remolins i Corbins, juntament amb la Confraria de Belchite de Lope Sanz. També els afavoria amb donacions de terres i amb drets sobre les conquestes (una cinquena part de les terres conquerides, el delme eclesiàstic, part de les paries cobrades als regnes taifes). Segons aquestes condicions, qualsevulla pau o treva hauria de ser consentida pels templers, i no només pel rei.
Com a tot Europa, l'orde s'enriquí amb nombroses donacions de pares que no podien donar un títol nobiliari més que al fill gran, i cercaven càrrecs eclesiàstics, militars, cortesans o en ordes religiosos.

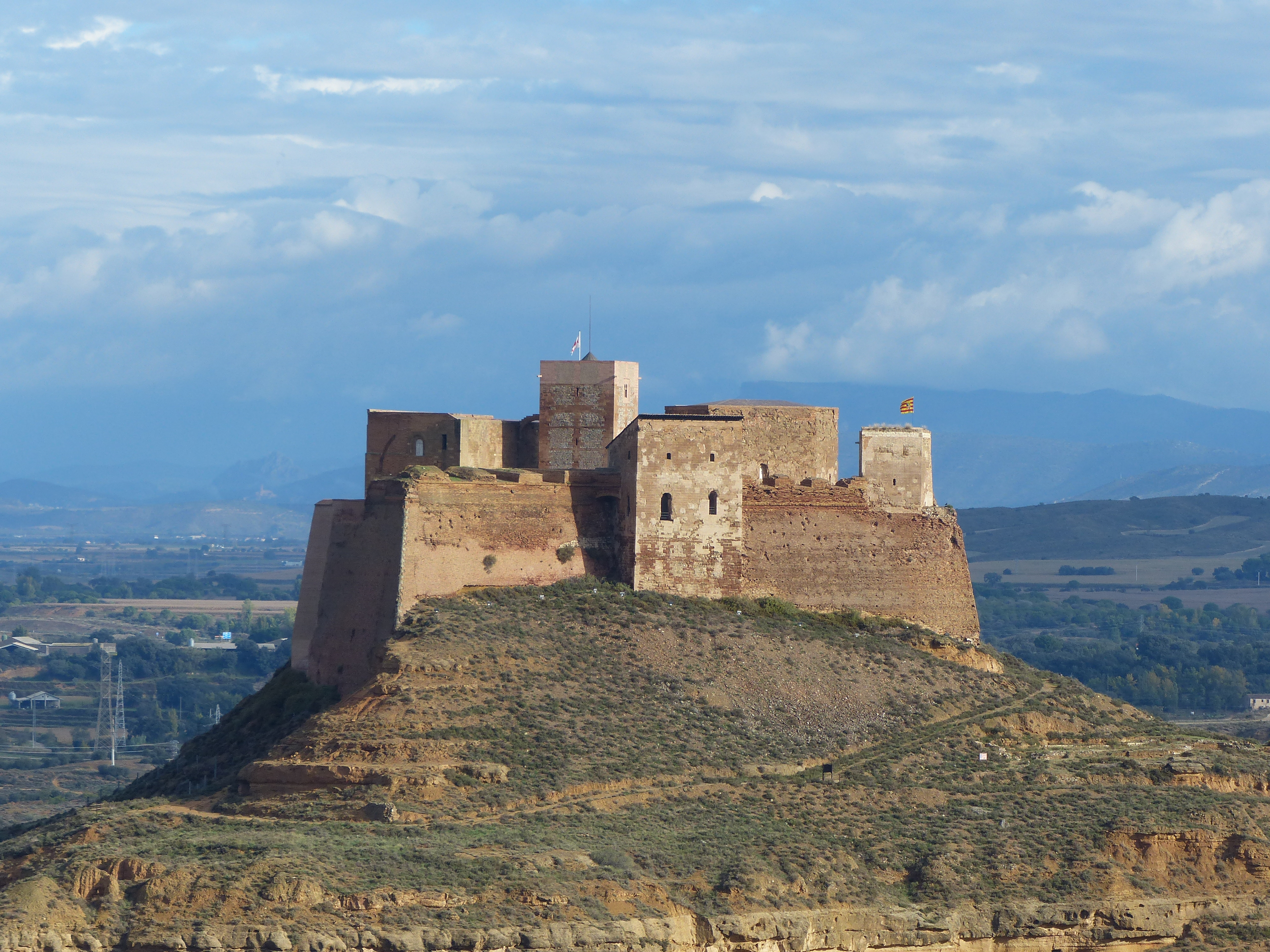
El castell de Montsó a Aragó.

El 1148, per llur col·laboració a les conquestes del sud del Casal d'Aragó, els templers reberen terres a Tortosa (de la qual quedaren com senyors, després de comprar les parts del príncep d'Aragó i comte de Barcelona i dels genovesos) i a Lleida (on es quedaren el castell de Gardeny i de Corbins). Després d'una resistència que s'allargà fins al 1153, caigueren les últimes places de la regió i els templers reberen el castell de Miravet, en una estratègia situació sobre l'Ebre.
Després de la derrota de Muret, que suposà la pèrdua de l'imperi transpirenaic català, els templers esdevingueren custodis de Jaume I el Conqueridor, hereu de la corona, al castell de Montsó. Comptà amb el suport templer en les seves campanyes a Mallorca (on reberen un terç de la ciutat, així com altres concessions), i a València (on de nou reberen un terç de la ciutat).
Els templers es mantingueren fidels al rei Pere el Gran i romangueren al costat seu durant l'excomunió que patí arran de la seva lluita a Itàlia contra l'Imperi Angeví de França.
Finalment, els templers s'assentaren a Aragó gràcies a l'absorció de l'orde del Sant Redemptor, de Terol, el 1196, el qual s'havia beneficiat de la dissolució de l'Orde de Montjoie el 1188, fundat a Alfambra.

#### A Castella i Lleó
Els templers ajudaren a repoblar zones conquerides pels cristians del Regne de Castella i Lleó, creant-hi assentaments en què edificaven ermites sota l'advocació de màrtirs cristians, com és el cas d'Hervás, població de l'alfoz de Béjar.
Davant la invasió almohade, els templers lluitaren en l'exèrcit cristià i foren vencedors a la batalla de Las Navas de Tolosa el 1212 juntament amb els exèrcits d'Alfons VIII de Castella, Sanç VII de Navarra i Pere el Catòlic.
El 1265, col·laboraren en la conquesta de Múrcia, que s'havia aixecat en armes. En recompensa, reberen Jerez de los Caballeros, Fregenal de la Sierra, el castell de Múrcia i Caravaca.

#### A Portugal

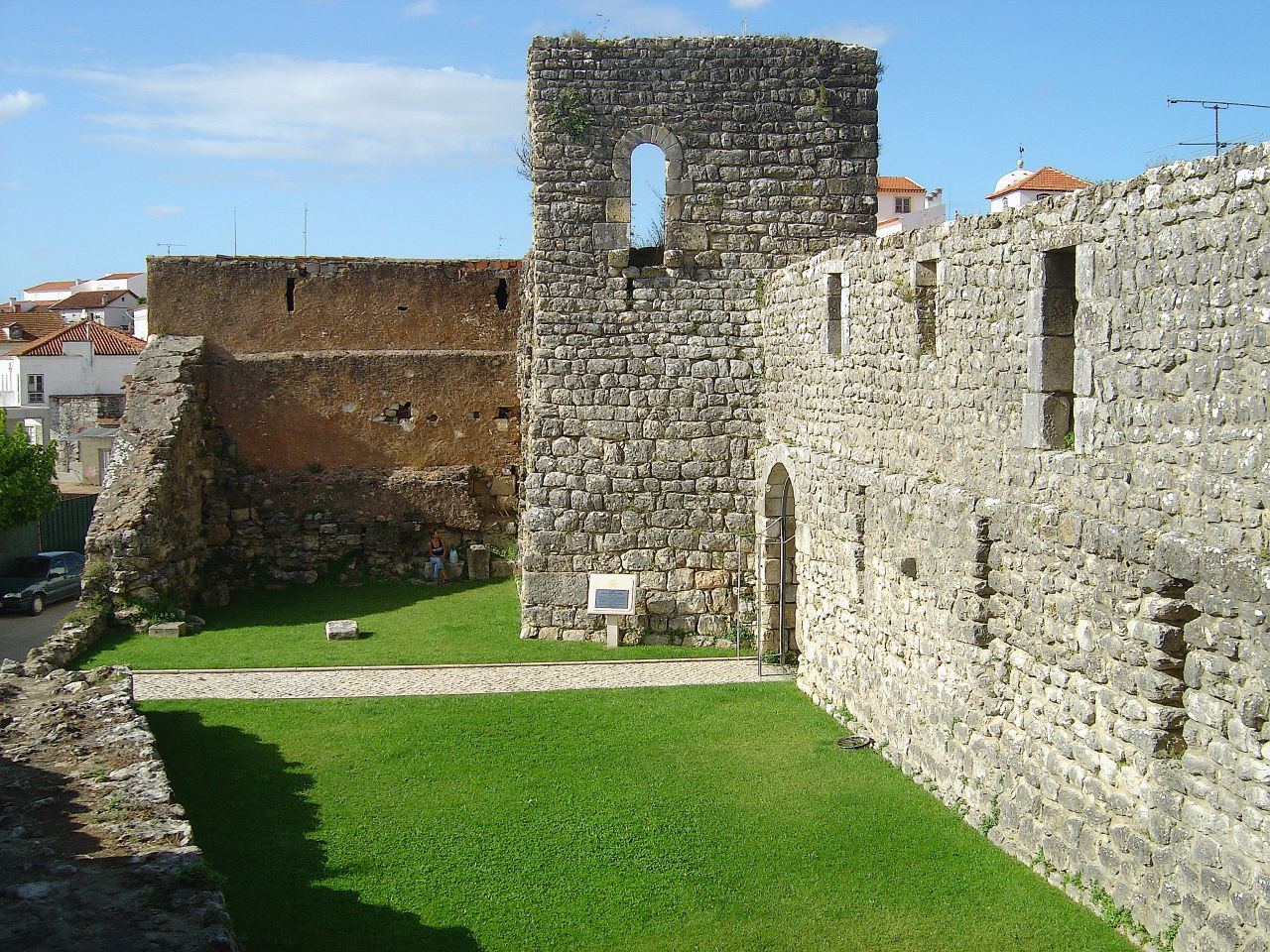
El castell de Soure a Portugal.

Els templers foren un orde ben assentat a Portugal. Hi entren en temps de la comtessa Teresa de Lleó i Núñez, de qui reberen el castell de Soure el 1127 a canvi de llur col·laboració en la reconquesta. El 1145 reben el castell de Longroiva per llur ajut a Alfons Henriques en la presa de Santarém. El 1147 reben el castell de Cera, prop de Tomar, que esdevindria llur seu regional.
Després de la butlla papal que ordenava llur dissolució, els reis portuguesos canviaren el nom de l'orde a Portugal pel d'Orde de Crist, tot i que amb substancials diferències respecte de l'Orde del Temple original, sobretot quant a la regla, vots i forma d'elecció dels càrrecs.

#### A Anglaterra, Escòcia i Irlanda
A Anglaterra, país molt unit a França atès que a l'època el rei anglès era duc de Normandia i senyor de nombrosos feus francesos, l'orde hi estigué present des dels seus inicis.
Tot i que llur presència no s'estengué com a França, fou de vital importància, tant territorial com políticament. De fet, Ricard Cor de Lleó fou un benefactor de l'orde i un dels seus magnats, fins al punt que la seva escorta personal la componien templers i que, a la seva mort, fou enterrat amb l'hàbit templer. De la mateixa manera, Guillem el Mariscal, considerat el millor cavaller de la seva època, els tingué també molta simpatia.

#### A Polònia
Els templers no tingueren presència a Polònia fins al segle xiii, quan el príncep silesià Henryk Brodaty els cedí propietats a les terres d'Oławy i Leśnica. Més endavant, Władysław Odonic els donà Myślibórz, Wielka Wieś, Chwarszczany i Wałcz. El príncep Premislau II de Polònia els lliurà Czaplinek. L'orde arribà a tenir a Polònia almenys dotze komandorie, que segons alguns historiadors pogueren ser fins a cinquanta. Malgrat estar lluny de Terra Santa i de la Mediterrània, que era el centre de l'orde, a Polònia arribà a haver-hi entre cent cinquanta i dos-cents cavallers, majoritàriament de procedència germànica. El nombre de cavallers polonesos és difícil, però, d'estimar. Després de dissoldre's, la immensa majoria es passaren a l'Orde de Sant Joan de Jerusalem o a l'Orde Teutònic.

#### A Hongria
La presència dels templers a Hongria, igual com a la major part de l'Europa Oriental, es degué a les ànsies colonitzadores dels monarques d'aquella regió. Els cavallers del Temple mai no tingueren grans propietats en terres hongareses, car allà els ordes Teutònic i de l'Hospital foren els més afavorits. Tanmateix, comptaren amb un mínim de dues cases a l'Hongria central, una a Esztergom i una altra a Egyházasfalu, a més d'un castell a Léka. A Croàcia (llavors part del regne hongarès) tingueren diverses fortaleses, com les de Vrana i de Kliss, i fou aquesta la regió on exerciren més influència. Els registres sobre l'extinció de l'orde sota el regnat de Carles I d'Hongria són molt escassos, per la qual cosa és difícil de reconstruir el que succeí. Després de la dissolució de l'orde, les seves propietats passaren a mans dels cavallers hospitalers, que també heretaren el títol d'ispan de Dubica, ostentat fins aleshores pel mestre templer.

## Desaparició

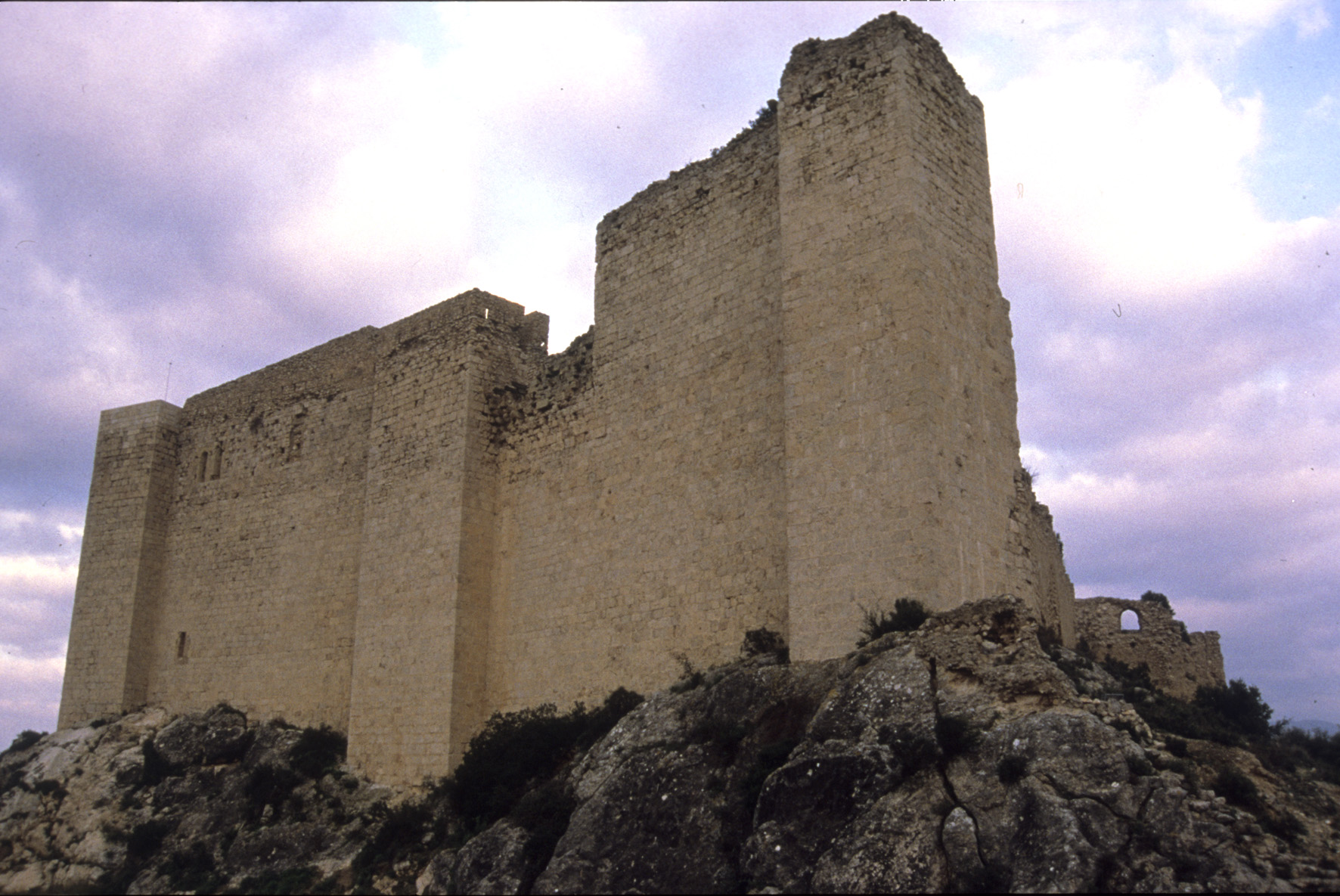
Vista general del costat de ponent del castell templer de Miravet (Ribera d'Ebre)

El darrer gran mestre Jacques de Molay es va oposar al projecte "Rex bellator" d'unificació dels ordes sota l'autoritat d'un rei solter o vidu, propugnat intensament per fra Ramon Llull —Liber de Passagium (1292), Liber de Fine (1305)—, i això el va fer cada vegada menys tolerable als ulls del papat, que també rebia pressions per part del rei Felip IV de França per obligar-lo a acceptar la seva subordinació al poder de França (propostes de Pierre Dubois). El sis de juny del 1306, Molay va ser cridat a França per pressionar-lo i que acceptés el projecte de Ramon Llull, sense resultats.

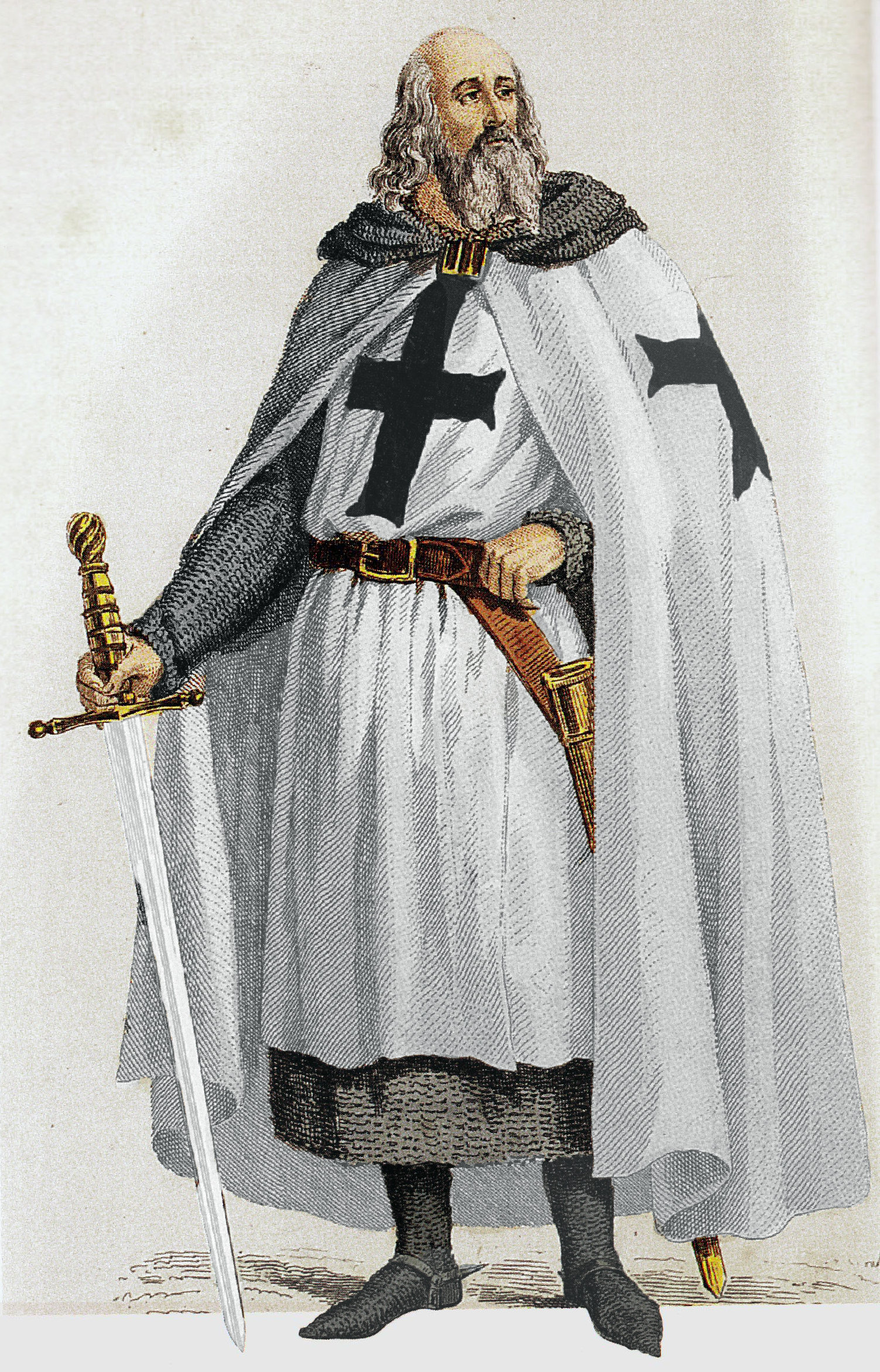
Jacques de Molay, últim gran mestre de l'Orde del Temple

La proposta de Molay mostra la influència del projecte de Llull, car, per una banda, demanava un desembarcament general a Síria d'un gran exèrcit croat amb els reis de França, Alemanya, Aragó, Sicília, Castella, etc. amb 15.000 cavallers i 50.000 peons; però, d'altra banda, confiava a Rogeró de Lloria i Lancia, fill de l'almirall Roger de Llúria la conducció de la flota cristiana.
El 13 d'octubre de l'any 1307, Jacques de Molay i 140 templers van ser empresonats en una operació conjunta a tota França, a causa de l'ordre imposada pel rei francès Felip IV de França i executada per Guillaume de Nogaret, sota acusacions de crims secrets. Se'ls va sotmetre a tortures, per les quals la majoria dels acusats es van declarar culpables d'aquests crims. Alguns van efectuar similars confessions sense l'ús de la tortura, però ho van fer per por; l'amenaça havia estat suficient. Tal era el cas del mateix gran mestre, Jacques de Molay, que després va admetre haver mentit per salvar la vida.
Portada a terme sense l'autorització del papa, el qual tenia els ordes militars sota la seva jurisdicció immediata, aquesta investigació era radicalment corrupta pel que fa a la seva finalitat i als seus procediments. No només va introduir Climent V una enèrgica protesta, sinó que va anul·lar el judici íntegrament i va suspendre els poders dels bisbes i els seus inquisidors. Tot i això, l'ofensa havia estat admesa i romandria com a base irrevocable de tots els processos subsegüents. Felip el Bell va treure'n profit del descobriment en fer-se atorgar per la Universitat de París el títol de «campió i defensor de la fe», i aixecant l'opinió pública en contra dels templers en la reunió dels Estats Generals a Tours. Més encara, va aconseguir que es confirmessin davant del papa les confessions de setanta-dos templers acusats, expressament triats i entrenats per endavant. A causa d'aquesta investigació realitzada a Poitiers (juny del 1308), el papa, que fins llavors havia estat escèptic, finalment es va mostrar interessat i va obrir una nova comissió, el procés de la qual va dirigir ell mateix. Va reservar la causa de l'orde a la comissió papal, deixant el judici dels individus en mans de les comissions diocesanes, a les quals va retornar els seus poders.
La investigació a la Corona d'Aragó fou duta a terme per Ramon Despont i Ximeno de Luna, bisbes de València i Saragossa.
La comissió papal assignada per l'examen de la causa de l'orde havia assumit els seus deures i va reunir la documentació que hauria de ser sotmesa al papa i al concili general convocat per decidir sobre el destí final de l'orde. La culpabilitat aïllada de les persones inculpades, que s'avaluava segons l'establert, no comportava la culpabilitat de l'orde. Encara que la defensa de l'orde va ser efectuada deficientment, no es va poder provar que l'Orde del Temple, com a cos, professés cap doctrina herètica o que una regla secreta, distinta de la regla oficial, fos practicada. En conseqüència, en el Concili General de Viena, al Delfinat, el 16 d'octubre del 1311, la majoria va ser favorable al manteniment de l'orde, però el papa, indecís principalment per la pressió de la corona de França, va adoptar una solució salomònica: va decretar la dissolució, no la condemnació de l'Orde, i no per sentència penal sinó per un decret apostòlic (butlla Vox in excelso del 22 de març del 1312) i va imposar el silenci perpetu.

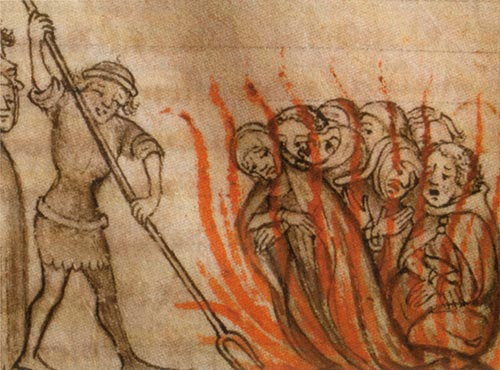
Templers condemnats a la foguera, França.

El papa va reservar per al seu propi arbitri la causa del gran mestre i dels tres primers dignataris. Ells havien confessat la seva culpabilitat i només quedava reconciliar-los amb l'Església una vegada que haguessin testificat el seu penediment amb la solemnitat acostumada. Per donar-li més publicitat a aquesta solemnitat, davant la catedral de Nôtre-Dame va ser erigida una plataforma per a la lectura de la sentència, però en el moment suprem, el gran mestre va recuperar el seu coratge i va proclamar la innocència dels templers i la falsedat de les seves suposades confessions. En reparació del seu deplorable instant de debilitat, es va declarar disposat al sacrifici de la seva vida i va ser arrestat immediatament com a herètic reincident al costat d'un altre dignatari que va triar compartir la seva destinació i, per ordre de Felip, va ser cremat al costat de Geoffroy de Charnay a l'estaca davant de les portes del palau reial el dia de la Candelera (18 de març) del 1314.
Als altres països europeus les acusacions no van prosperar i els seus membres van ser absolts, però arran de la dissolució de l'orde, els templers van ser dispersats. Els seus béns van passar a l'Orde dels Cavallers Hospitalers, amb l'excepció dels situats en els regnes de Castella, Aragó, Mallorca i Portugal. En els diversos regnes es va concedir la custòdia dels béns requisats a ordes militars de nova creació, com l'Orde de Montesa a València, o altres ja existents, com ara els de Santiago, Calatrava o Alcántara. Al Regne de Portugal el rei Dionís I de Portugal en donà continuïtat l'any 1317 amb el nom de Militia Christi o Orde de Crist, de manera que va assegurar-ne les pertinences (per exemple el Castell de Tomar) de l'Orde del Temple en aquest país.

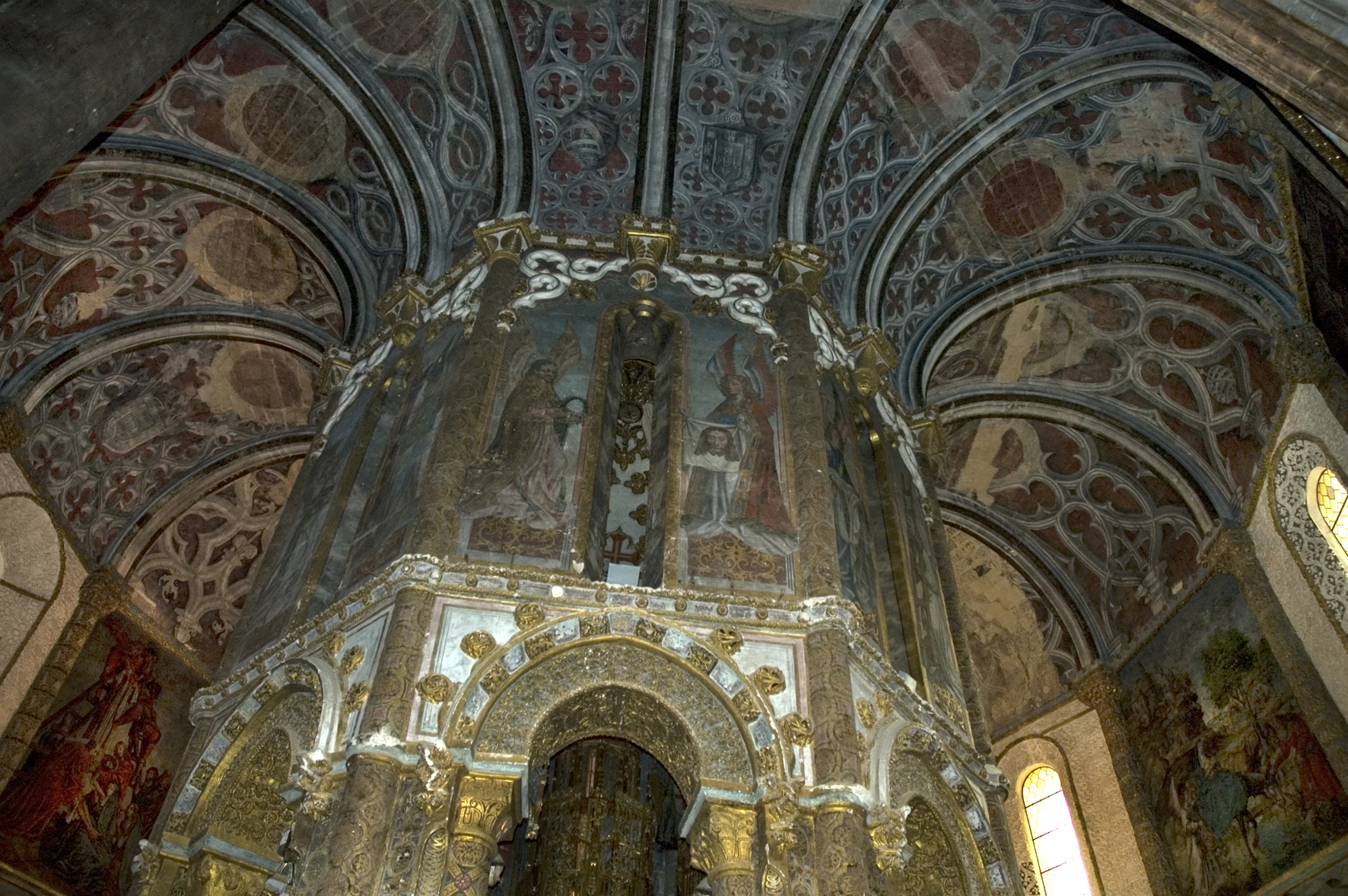
Tomar, Portugal. Interior de la capella templera, una de les poques que els templers van fer de planta circular, 2012.

## Grans mestres de l'orde
1. Hugues de Payens (1118 - 1136)
2. Robert de Craon (1136 - 1146)
3. Evrard des Barrès (1147 - 1151)
4. Bernard de Tremelay (1151 - 1153)
5. André de Montbard (1154 - 1156)
6. Bertrand de Blanchefort (1156 - 1169)
7. Philippe de Milly (1169 - 1171)
8. Eudes de Saint-Amand (1171 - 1179)
9. Arnau de Torroja (1180 - 1184)
10. Gerard de Ridefort (1185 - 1189)
11. Robert de Sablé (1191 - 1193)
12. Gilbert Hérail (1193 - 1200)
13. Philippe de Plaissis (1201 - 1208)
14. Guillaume de Chartres (1209 - 1219)
15. Pere de Montagut (1219 - 1230)
16. Armand de Périgord (1232 - 1244)
17. Richard de Bures (1245 - 1247)
18. Guillaume de Sonnac (1247 - 1250)
19. Renaud de Vichiers (1250 - 1256)
20. Thomas Bérard (1256 - 1273)
21. Guillaume de Beaujeu (1273 - 1291)
22. Thibaud Gaudin (1291 - 1292)
23. Jacques de Molay (1292 - 1314)

## Les fal·làcies templeres
El ràpid creixement i la sospitosa i cruel abolició de l'orde han donat lloc a tota mena d'especulacions sobre el veritable objectiu; encara que la gran majoria no tenen cap base probatòria, cal ser molt curós en la interpretació de la veritable naturalesa i funció (cabdal a Occident) de l'Orde del Temple, doncs, sovint, quan es tracta d'esoterisme i iniciació la història ha de ser interpretada en clau simbòlica.
- La suposada possessió del Sant Greal. L'origen del mite és el fet que Wolfram von Eschenbach, autor alemany del segle xiii, els faci custodis del greal (sigui aquest el que sigui: copa de Josep d'Arimatea, calze del Sant Sopar o maragda del front de Llucifer) en el seu Parzival.
- La suposada custòdia de l'Arca de l'Aliança. Ho abonaria el fet que sota la caserna principal de l'orde a Jerusalem és on va estar enterrada pels reis d'Israel a fi de protegir-la de les invasions dels assiris. Modernament s'ha volgut relacionar les esglésies etíops de Lalibela amb els monjos templers que cercaven nous amagatalls per a l'arca.
- La possessió de la pedra filosofal, que els permetria obtenir l'or de l'alquímia. Ha difós aquesta idea l'autor francès de pseudònim Fulcanelli, en les obres El misteri de les catedrals i Les morades filosofals. Aquest or explicaria les fabuloses riqueses que se'ls atribuïen (que, tenint en compte que actuaven com a banquers, no els pertanyien, sinó que tan sols les custodiaven).
- La suposada introducció de l'art gòtic a Europa. No hi ha cap base per suposar-ho, i més si tenim en compte que les construccions templeres no deixen entreveure cap innovació tecnològica.
- La seva suposada fugida cap a Amèrica amb grans tresors. Dona peu a la llegenda del parador desconegut de la flota templera, especialment la del port de La Rochelle, després de la destrucció de l'orde.
- La pervivència de l'orde en unes o altres de les societats secretes modernes. La raó d'aquesta creença és el fet que alguns ordes maçònics tenen com a graus denominacions que fan referència al Temple. Les societats secretes han reclamat aquests antecedents per dotar-se del prestigi d'una tradició que també volen remuntar fins a l'antic Egipte, sense cap base real.
- Coneixements sobre secrets comprometedors de l'Església Catòlica que els feien perillosos (llinatge de Jesús, superioritat de Joan Evangelista sobre Crist...). No hi ha cap prova, excepte la seva especial devoció per Maria Magdalena i per sant Joan Evangelista.
- Intent d'implantar una sinarquia (govern mundial) respectuosa de les idees de totes les religions. Cap base, tret de la política dels templers a partir del regnat de Bàybars I, inclinada a treves i pactes, per evitar les ofensives cada vegada més poderoses dels soldans.

## L'economia de l'orde
Envers el 1220, cent anys més tard de la seva fundació oficial, l'orde era l'organització més gran a Occident, en tots els sentits, des del militar fins l'econòmic, amb més de 9.000 comandes repartides per tot Europa, uns 30.000 cavallers i sergents (més els serfs, escuders, artesans, camperols, etc.), més de 50 castells i fortaleses a Europa i a l'Orient Pròxim, una flota pròpia ancorada a ports propis al Mediterrani (Marsella) i a La Rochelle (a la costa atlàntica de França).
Tot aquest poder econòmic s'articulava al voltant de dues institucions característiques dels templers: la comanda i la banca.

### La banca
Un dels aspectes en què l'orde destacà de manera extremadament ràpida i d'èxit fou a l'hora de forjar tot un sistema socioeconòmic sense precedents a la història. La dura tasca de dur a terme un front a ultramar els feu proveir-se d'una increïble flota, una xarxa de comerç fix i establert, més un bon nombre de possessions a Europa per mantenir en peus un flux de diners constant que permetés subsistir l'exèrcit defensor de Terra Santa.
A l'hora de donar donacions, la gent ho feia de bon grat; uns, per guanyar-se el cel, d'altres per quedar bé amb l'orde. D'aquesta manera, l'orde rebia possessions, béns immobles, parcel·les, terres, títols, drets, percentatges en béns, i àdhuc pobles i viles senceres amb llurs corresponents drets i aranzels. Molts nobles europeus confiaren en ells com a guardians de llurs riqueses i fins i tot molts templers foren emprats com a tresorers reials. Fou el cas del regne francès, que disposà de tresorers de la Maison du Temple a París, que tenien l'obligació de personar-se en les reunions de palau en què es debatés l'ús del tresor.
Per mantenir un flux constant de diners, l'orde havia de tenir garanties que el capital no fos usurpat o robat en els seus desplaçaments. Amb aquesta finalitat, establí a França una xarxa de comandes, repartides pràcticament per tota la geografia francesa i que no estaven separades més d'un dia de viatge les unes de les altres. Així s'asseguraven que els comerciants dormien sempre a recer i garantien sempre la seguretat dels camins.
No només saberen crear-se tot un sistema de mercat, sinó que esdevingueren els primers banquers des de la caiguda de Roma. Ho feren sabent de la manca de moneda a la vella Europa i oferint en els seus tractes interessos molt menys usuraris que els oferts pels mercaders jueus. Així doncs, crearen llibres de comptes, la comptabilitat moderna, els pagarés i fins i tot la primera lletra de canvi. En aquesta època pesava molt la idea de transportar diners en metàl·lic pels camins, i l'orde disposà de documents acreditatius per poder recollir una quantitat anteriorment lliurada a qualsevol d'altra comanda de l'orde. Només calia la signatura, o en el seu cas, el segell.

### La comanda
La comanda és un bé immoble, territorial, localitzat en un lloc determinat, que es formava gràcies a donacions i compres posteriors i al cap del qual hi havia un preceptor. Així doncs, a partir d'un molí, per exemple, els templers compraven un bosc proper, després unes terres de conreu, després adquirien els drets sobre el poble, etc., i amb tot allò formaven una comanda, semblant al concepte clàssic de feu. També podien formar-se comandes reunint sota un únic preceptor diverses donacions més o menys disperses. Hi ha notícia de comandes rurals a Mason Dieu (Anglaterra), per exemple, i urbanes com el Vieux Temple en plena capital francesa.
Poc després, la seva xarxa de comandes derivà en tota una sèrie de xarxes de comerç a gran escala des d'Anglaterra fins a Jerusalem, que ajudades per una potent flota de vaixells a la Mediterrània competí amb els mercaders italians (sobretot de Gènova i Venècia). La gent confiava en l'orde, sabia que les seves donacions i els seus negocis estaven assegurats i per això no deixaren mai de tenir clients. Arribaren fins al punt de fer préstecs als reis de França i Anglaterra.